# Alsógyőröd
Alsógyőröd (szlovákul Dolný Ďur, korábban Malý Jurad) Nagygyőröd településrésze, korábban önálló falu Szlovákiában, a Nyitrai kerület Lévai járásában.

## Fekvése
Lévától 13 km-re, nyugatra fekszik.

## Története
Győröd falut 1205-ben „Geurund” néven említik először. Alsógyőröd önálló településként 1274-ben bukkan fel. 1506-tól a lévai váruradalom része. 1536-ban 7 porta után adózott. 1574-ben elpusztította a török. 1601-ben 24 ház állt a faluban. 1720-ban kocsmája, pincészete és 16 adózó háztartása volt.
A 18. század végén Vályi András így ír róla: „Nagy, és Kis Györed. Elegyes faluk Bars Vármegyében, lakosai katolikusok, határbéli földgye síkos, és termékeny, legelője hasznos, fája tűzre, és épűletre, szőleje saját határjában, van a’ községnek földgye, és réttye is, Szent Benedeken, és Báton piatzozások, első Osztálybéliek”.
1828-ban 48 házában 333 lakos élt. Lakói mezőgazdasággal foglalkoztak.
A 19. század közepén Fényes Elek eképpen írja le: „Györed (Alsó), tót-magyar falu, Bars vmegyében, 322 kath., 6 evang. lak. Kath. paroch. templom. F. u. h. Eszterházy. Ut. p. Léva.”
Borovszky Samu monográfiasorozatának Bars vármegyét tárgyaló része szerint: „Alsógyőröd. A verebélyi járás egyik kisközsége, 391 túlnyomóan tót ajkú, róm. kath. vallású lakosokkal. E községről már 1230 körül találunk írott nyomokat, a mikor is Geurud-nek Mochuna nevű birtokosa említtetik. Szerepel a helység 1298-ban az esztergomi káptalannak egyik bizonyságlevelében is. 1329-ben már a Győrödi családra vonatkozó oklevelekben találjuk említve, 1370-ben pedig egyszerre három Győrödről találunk feljegyzést, holott ma csak két Győrödöt ismerünk, Alsót és Felsőt, melyek azelőtt Kis- és Nagy jelzőkkel, vagy minden jelző nélkül szerepeltek, azonban birtokviszonyaik, történetük nagy részben azonosak. 1412-ben Zsigmond király nova donácziót ad reá Győrödi Istvánnak s Imre és János testvéreinek; 1419-ben azonban Pobor István szerepel mint birtokos, nagygyőrödi előnévvel, a ki ugyanakkor Zsigmond királytól Felső-Csehit kapja adományban, két évvel később pedig Győrödre pallos-jogot nyer. 1506-ban már a Lévaiak és a Harasztiak szerepelnek mint földesurak és ekkor a község nevét Gyevrevd alakban találjuk említve. Mint a lévai vár tartozékán, annak birtokosai osztozkodtak rajta. 1544-ben Balassa Menyhért bírja, 1553-ban koronabirtok, 1560-ban kapja Dobó István, 1602-ben visszaszáll a koronára, később Kolonich Sigfrid Léva várnagya kapja, 1640-ben III. Ferdinánd Csáky László lévai kapitánynak adományozza, azután II. Rákóczy Ferencz birtokába kerül, a ki 1705-ben Bottyán János vezérének ajándékozza. Időközben azonban, 1573-ban, a török pusztítja el a községet, míg 1615-ben a Forgáchok is mint birtokosok vannak említve, anélkül azonban, hogy megállapítható volna, hogy melyik Győröd volt a birtokuk. 1663-ban a község sokat szenvedett a törököktől. Ez év október 29-én itt táborozott Apaffy fejedelem. A Rákóczy-féle szabadságharcz után már az Eszterházyakat találjuk itt mint birtokosokat, de Kis-Győrödön a Zichyeket és a Péli Nagy családot is. Akkoriban Nagy-Győröd Velky-Gyurad néven is említtetik és 330 lakosa van. A mult században szőlőmívelése is jelentékeny volt. Az Eszterházyaktól a Schöeller család birtokába került és azé ma is. Katholikus temploma már 1332 előtt fennállott, 1723-ban azonban a régi templomot teljesen átalakították. Az egyház birtokában 1779-ből származó érdekes kehely van. 1886-ban az egész község leégett. Határában van Patyi puszta, mely hajdan önálló község volt és szintén a lévai uradalomhoz tartozott. Már 1321-ben találunk róla irott nyomokat, a mikor Károly király Myke fiának adományozza. 1423-ban a győrödi Pobor családé, később azután ép úgy változtatja urait, mind Győröd. 1527-ben az elpusztított községek között szerepel. Győrödhöz tartozott Bárcz is, mely akkoriban önálló falu volt. A község postája Nagykálna, távirója és vasúti állomása Alsó-Várad.”
A trianoni diktátumig Bars vármegye Verebélyi járásához tartozott. 1938 és 1945 között visszakerült Magyarországhoz. 1960 óta Nagygyőröd része.

## Népessége
1910-ben 366-an, többségében szlovákok lakták, jelentős magyar kisebbséggel.

## Neves személyek
- Itt született 1849-ben Beősze Gyula vezérőrnagy.
- Itt hunyt el 1945-ben Jónás Imre szlovákiai magyar plébános.

## Lásd még
- Felsőgyőröd
- Kisgyékényes
- Nagygyőröd